# Campionato europeo femminile under 19 di pallavolo 1990
Il campionato europeo femminile under 19 di pallavolo 1990 si è svolto dal 31 agosto all'8 settembre 1990 a Salisburgo, in Austria. Al torneo hanno partecipato 12 squadre nazionali europee e la vittoria finale è andata per la dodicesima volta consecutiva all'Unione Sovietica.

## Qualificazioni
Hanno partecipato al campionato europeo juniores la nazionale del paese ospitante, le prime tre squadre classificate al campionato europeo juniores 1988 e otto squadre provenienti dai gironi di qualificazioni.

## Gironi
Dopo la prima fase a gironi, le prime due classificate di ogni girone hanno acceduto alle semifinali per il primo posto, la terza e la quarta classificata di ogni girone hanno acceduto alle semifinali per il quinto posto e le ultime due classificate di ogni girone hanno acceduto alle semifinali per il nono posto.
| Girone A                                                 | Girone B                                                              |
| -------------------------------------------------------- | --------------------------------------------------------------------- |
| Cecoslovacchia Grecia Italia Paesi Bassi Polonia Romania | Austria Bulgaria Germania Est Germania Ovest Turchia Unione Sovietica |

## Fase finale

### Finali 1º e 3º posto
|  | Semifinali       | Semifinali       | Semifinali     |                |                  | 1º/2º posto      | 1º/2º posto    | 1º/2º posto |  |
|  |                  |                  |                |                |                  |                  |                |             |  |
|  | Germania Ovest   | Germania Ovest   | 3              |                |                  |                  |                |             |  |
|  | Germania Ovest   | Germania Ovest   | 3              |                |                  |                  |                |             |  |
|  | Cecoslovacchia   | Cecoslovacchia   | 2              |                |                  |                  |                |             |  |
|  | Cecoslovacchia   | Cecoslovacchia   | 2              |                | Unione Sovietica | Unione Sovietica | 3              |             |  |
|  |                  |                  |                |                | Unione Sovietica | Unione Sovietica | 3              |             |  |
|  |                  |                  | Germania Ovest | Germania Ovest | 0                |                  |                |             |  |
|  | Unione Sovietica | Unione Sovietica | Germania Ovest | Germania Ovest | 0                | 3                |                |             |  |
|  | Unione Sovietica | Unione Sovietica |                |                |                  | 3                |                |             |  |
|  | Italia           | Italia           | 0              |                |                  | 3º/4º posto      | 3º/4º posto    | 3º/4º posto |  |
|  | Italia           | Italia           | 0              |                |                  |                  |                |             |  |
|  |                  |                  |                |                |                  |                  |                |             |  |
|  |                  |                  |                |                |                  | Cecoslovacchia   | Cecoslovacchia | 3           |  |
|  |                  |                  |                |                |                  | Cecoslovacchia   | Cecoslovacchia | 3           |  |
|  |                  |                  |                |                |                  | Italia           | Italia         | 0           |  |

### Finali 5º e 7º posto
|  | Semifinali | Semifinali | Semifinali |          |         | 5º/6º posto | 5º/6º posto | 5º/6º posto |  |
|  |            |            |            |          |         |             |             |             |  |
|  | Romania    | Romania    | 3          |          |         |             |             |             |  |
|  | Romania    | Romania    | 3          |          |         |             |             |             |  |
|  | Turchia    | Turchia    | 2          |          |         |             |             |             |  |
|  | Turchia    | Turchia    | 2          |          | Romania | Romania     | 3           |             |  |
|  |            |            |            |          | Romania | Romania     | 3           |             |  |
|  |            |            | Bulgaria   | Bulgaria | 2       |             |             |             |  |
|  | Bulgaria   | Bulgaria   | Bulgaria   | Bulgaria | 2       | 3           |             |             |  |
|  | Bulgaria   | Bulgaria   |            |          |         | 3           |             |             |  |
|  | Polonia    | Polonia    | 1          |          |         | 7º/8º posto | 7º/8º posto | 7º/8º posto |  |
|  | Polonia    | Polonia    | 1          |          |         |             |             |             |  |
|  |            |            |            |          |         |             |             |             |  |
|  |            |            |            |          |         | Turchia     | Turchia     | 3           |  |
|  |            |            |            |          |         | Turchia     | Turchia     | 3           |  |
|  |            |            |            |          |         | Polonia     | Polonia     | 0           |  |

### Finali 9º e 11º posto
|  | Semifinali   | Semifinali   | Semifinali |        |              | 9º/10º posto  | 9º/10º posto  | 9º/10º posto  |  |
|  |              |              |            |        |              |               |               |               |  |
|  | Grecia       | Grecia       | 3          |        |              |               |               |               |  |
|  | Grecia       | Grecia       | 3          |        |              |               |               |               |  |
|  | Austria      | Austria      | 0          |        |              |               |               |               |  |
|  | Austria      | Austria      | 0          |        | Germania Est | Germania Est  | 3             |               |  |
|  |              |              |            |        | Germania Est | Germania Est  | 3             |               |  |
|  |              |              | Grecia     | Grecia | 2            |               |               |               |  |
|  | Germania Est | Germania Est | Grecia     | Grecia | 2            | 3             |               |               |  |
|  | Germania Est | Germania Est |            |        |              | 3             |               |               |  |
|  | Paesi Bassi  | Paesi Bassi  | 0          |        |              | 11º/12º posto | 11º/12º posto | 11º/12º posto |  |
|  | Paesi Bassi  | Paesi Bassi  | 0          |        |              |               |               |               |  |
|  |              |              |            |        |              |               |               |               |  |
|  |              |              |            |        |              | Paesi Bassi   | Paesi Bassi   | 3             |  |
|  |              |              |            |        |              | Paesi Bassi   | Paesi Bassi   | 3             |  |
|  |              |              |            |        |              | Austria       | Austria       | 0             |  |

## Classifica finale
| Classifica | Squadre          | Qualificazione                   |
| ---------- | ---------------- | -------------------------------- |
|            | Unione Sovietica | Campionato europeo juniores 1992 |
|            | Germania Ovest   | Campionato europeo juniores 1992 |
|            | Cecoslovacchia   | Campionato europeo juniores 1992 |
| 4          | Italia           |                                  |
| 5          | Romania          |                                  |
| 6          | Bulgaria         |                                  |
| 7          | Turchia          |                                  |
| 8          | Polonia          |                                  |
| 9          | Germania Est     |                                  |
| 10         | Grecia           |                                  |
| 11         | Paesi Bassi      |                                  |
| 12         | Austria          |                                  |